# Allan Hills
Allan Hills är en kulle i Antarktis. Den ligger i Östantarktis. Australien gör anspråk på området. Toppen på Allan Hills är 1 895 meter över havet.
Terrängen runt Allan Hills är varierad. Trakten är glest befolkad. Närmaste befolkade plats är Odell Glacier Station, 10,6 kilometer nordost om Allan Hills. 